# 도로시 그린
도로시 그린(Dorothy Green, 1920년 1월 12일 ~ 2008년 5월 8일)은 미국의 배우, 텔레비전 배우, 영화배우이다.

## 영화
- 더 영 앤 더 레스트리스 (1973년)
- 6백만 달러의 사나이 (1973년)
- 닥터 웰비 (1969년)
- 아이언 사이드 (1967년)
- 잇 해펀드 앳 더 월드 페어 (1963년)
- 나의 세 아들 (1960년)
- 보난자 (1959년)
- 선셋 77번가 (1958년)
- 페리 메이슨 (1957년)
- 헬렌 모건 스토리 (1957년)
- 딜론 보안관 (1955년)
- 심판 (1955년)
- 디즈니랜드 (1954년) - 미시즈 타운스 역
- 뎀 (1954년)
- 빅 히트 (1953년)